# Oritoniscus beroni
Oritoniscus beroni är en kräftdjursart som beskrevs av Franco Ferrara och Stefano Taiti1984. Oritoniscus beroni ingår i släktet Oritoniscus och familjen Trichoniscidae. Inga underarter finns listade i Catalogue of Life.